# Sillträsket
Sillträsket är en sjö i Norrtälje kommun i Uppland och ingår i Norrtäljeån-Åkerströms kustområde. Sjön har en area på 0,0624 kvadratkilometer och ligger 22 meter över havet.

## Delavrinningsområde
Sillträsket ingår i det delavrinningsområde (662801-167012) som SMHI kallar för Rinner mot Norrtäljeviken. Medelhöjden är 13 meter över havet och ytan är 63,03 kvadratkilometer. Det finns inga avrinningsområden uppströms utan avrinningsområdet är högsta punkten. Avrinningsområdets utflöde mynnar i havet, utan att ha någon enskild mynningsplats. Avrinningsområdet består mestadels av skog (63 procent) och jordbruk (15 procent). Avrinningsområdet har 2,17 kvadratkilometer vattenytor vilket ger det en sjöprocent på 3,4 procent. Bebyggelsen i området täcker en yta av 5,22 kvadratkilometer eller 8 procent av avrinningsområdet.